# Rosângela Berman Bieler
Rosangela Berman Bieler (Rio de Janeiro, Rio de Janeiro - 31 de outubro de 1957) )[1][2] é uma jornalista, editora e ativista brasileira na área dos direitos das pessoas com deficiência e Assessora Sênior e Líder Global em Infância e Deficiência do Fundo das Nações Unidas para a Infância (UNICEF) . Foi uma das fundadoras do Movimento pelos Direitos das Pessoas com Deficiência e do Movimento de Vida Independente (MVI)  no Brasil, país que representou na Disabled People's International (DPI) . Foi Vice-Presidente para América Latina, da Rehabilitation International (RI) e consultora para o Banco Mundial e Banco Interamericano de Desenvolvimento (BID). Rosangela também é fundadora e foi dirigente do Instituto Interamericano sobre Deficiência e Desenvolvimento Inclusivo (iiDi), uma Organização não governamental (ONG) criada para promover os direitos e o empoderamento sócio econômico e político das Pessoas com Deficiência na região latino-americana, bem como nos países de língua portuguesa. 

## Biografia

### Infância e educação
Bieler nasceu na cidade do Rio de Janeiro. Sua mãe era argentina com ascendência turca e seu pai era brasileiro com ascendência ucraniana. É a mais velha de dois irmãos. Na infância frequentou uma escola judaica, foi jogadora de vôlei, violonista e apreciadora de música e de arte. Na década de 1970 cursou Comunicação Social, graduando-se em Publicidade e Jornalismo na Pontifícia Universidade Católica do Rio de Janeiro (PUC-Rio). Cursou, também, dois anos de Pintura na Escola de Belas Artes da Universidade Federal do Rio de Janeiro (UFRJ).  Rosangela é mestre em Inclusão Social das Pessoas com Deficiência pela Universidade de Salamanca, Espanha.

### Juventude e início do ativismo
Aos 18 anos de idade, no primeiro ano da faculdade, Bieler sofreu um acidente de carro que a deixou tetraplégica. O período de reabilitação na Associação Brasileira Beneficente de Reabilitação (ABBR), foi fundamental para seu processo de reinserção social. Durante esse período, conheceu outras jovens com deficiência que a inspiraram e se tornaram fortes companheiras no ativismo pelos empoderamento e a inclusão social das pessoas com deficiência, no Rio de Janeiro e no Brasil, como Lilia Pinto Martins, Flávio Wolf, Sheila Bastos Salgado, José Carlos Morais, Celso Lima, Izabel Maria Loureiro Maior, Maria Paula Teperino, Carmen Galassi, Paulo Roberto Guimarães Moreira, Maruf e Elaine Aride, entre outras. Foi também durante a reabilitação, em 1977, que começou a militar a atuar como relações públicas do Clube dos Amigos dos Deficientes Físicos (CLAM/ABBR). Nesse mesmo ano, compôs o grupo que fundou e atuou como relações públicas da Associação dos Deficientes Físicos do Estado do Rio de Janeiro (ADEFERJ), fundada por Lilia Pinto Martins.

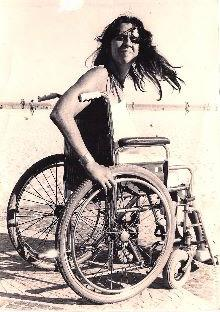
Rosangela Berman Bieler em 1982 na Praia de Copacabana, Rio de Janeiro, durante a Campanha para as Diretas Já.

Em 1983, foi uma das fundadoras e a primeira coordenadora nacional da Organização Nacional de Deficientes Físicos (ONEDEF). Desde o início de seu ativismo, Rosangela fundou e serviu como editora dos Jornais Caminho (CLAM-ABBR), Superação (ADFERJ) e Etapa (ONEDEF).

### Carreira Profissional e ativismo

#### Fundação do Centro de Apoio à Vida Independente
No ano de 1988, após uma viagem aos Estados Unidos onde conheceu a líder Norte-Americana Judith Heumann, criadora dos Independent Living Centers (movimento para “um viver” independente), entre outros ativistas internacionais, fundou com Lilia Pinto Martins e Sheila Bastos Salgado, no Rio de Janeiro, o Centro de Vida Independente do Rio de Janeiro (CVI-RJ, logo CVI-Rio) que foi o primeiro do gênero no Brasil. Este é um movimento surgido nos anos 70 nos Estados Unidos presente em várias partes do mundo, cujos princípios foram forjados pelas próprias pessoas com deficiências, que passaram a demandar serem ouvidas e terem suas opiniões tomadas em conta em tudo o que diz respeito às suas vidas; sem mais aceitam uma condição passiva na qual outros fazem escolhas e tomam decisões em seu lugar (Nothing About Us Without Us).  

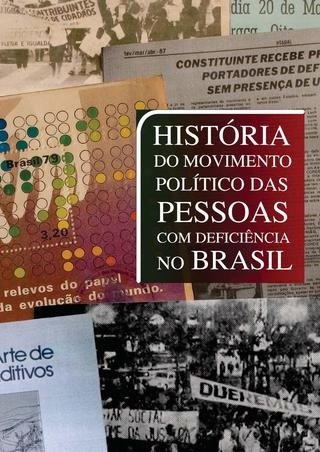
Capa do livro “História do Movimento Político das Pessoas com Deficiência no Brasil”, publicado em 2010

#### Participação no Movimento Político das Pessoas com Deficiência no Brasil
Em 1980, em preparação para o Ano Internacional das Pessoas com Deficiência, celebrado pela Organização das Nações Unidas em 1981, entidades de Pessoas com Deficiência de todas os tipos e de todos os Estados brasileiros se reuniram pela primeira vez, em Brasília, DF, para apresentar suas reivindicações ao Governo Federal. Em 1981, em Recife, PE, surgiu o Movimento Nacional pela Emancipação Social das Pessoas com Deficiência no Brasil, que estabeleceu a Coalizão Nacional de Entidades de Pessoas Portadoras de Deficiência, com estatutos, uma diretoria e uma pauta de lutas comum.  Em 1984 uma reformulação política fez nascer Concelho Nacional de Entidades de Pessoas Portadoras de Deficiência (termo usado na época), composto de federações nacionais por área de deficiência: Organização Nacional de Entidades de Deficientes Físicos (ONEDEF), Movimento Nacional de Reintegração das Pessoas Atingidas pela Hanseníase (MORHAN), Federação Nacional de Educação e Integração de Surdos (FENEIS), Sociedade Brasileira de Ostomizados (SBO) e a Associação de Paralisia Cerebral do Brasil (APCB). A partir de 1984, com cada área organizada separadamente, o movimento brasileiro tentou se articular com uma só voz através do Conselho Nacional de Pessoas Portadoras de Deficiência, com representações por entidade: 
Em nível internacional, as nossas organizações se filiaram à Disabled Peoples International (DPI), a organização mundial (da época) que reunia todas as áreas de deficiências (atualmente substituída pela International Disability Alliance (IDA). Os cegos (e pessoas de baixa visão) se filiaram à União Mundial de Cegos e à União Latino-Americana de Cegos; os surdos e pessoas com deficiência auditiva, à Federação Mundial de Surdos. A partir daí, passamos a nos articular internacionalmente, fortalecendo o movimento, levando o Brasil a um cenário mais amplo e participativo, começando pela atuação na região latino-americana (BIELER, 2010, apud LANNA JÚNIOR, 2010).
A fundação oficial da Organização Nacional de Entidades de Deficientes Físicos (ONEDEF) aconteceu durante o 1° Encontro Nacional dos Deficientes Físicos, realizado em Brasília, de 13 a 16 de abril de 1984, quando a assembleia geral das organizações de deficientes físicos aprovou os estatutos e os principais focos de luta. O Rio de Janeiro foi escolhido para abrigar a Coordenação Nacional da ONEDEF cuja diretora era Bieler. Como presidente do Centro de Vida Independente do Rio de Janeiro (CVI-Rio), em 1993, Rosangela escreveu o documento “História Nacional e Internacional do Movimento de Pessoas Portadoras de Deficiência” que traça a cronologia do movimento.

#### Perspectiva de gênero
No documento “História Nacional e Internacional do Movimento de Pessoas Portadoras de Deficiência", Bieler faz um relato sobre o papel exercido pelas mulheres com deficiência no contexto do movimento internacional. Em 1984 a Disabled People's International (DPI) realizou um congresso mundial no Canadá, quando pela primeira vez as mulheres com deficiência se manifestaram enquanto grupo que demandava ter voz no próprio movimento de deficientes. Até mesmo naquele contexto havia um sentimento de exclusão, pois as principais lideranças eram masculinas. Em decorrência deste contexto, foi criada a organização Disabled Women’s International, uma “dissidência” dentro da DPI . Além disso, os membros da DPI criaram um Comitê de Mulheres em sua estrutura organizacional, passando a garantir, ao menos formalmente, a participação interna de mulheres com deficiência.
Em 1990, as Nações Unidas realizaram em Viena, Áustria, o Interregional Consultative Expert Meeting and Report on Women with Disabilities e Bieler foi convidada como especialista da Região da América Latina, apresentando o trabalho intitulado “Desenvolvimento e Subdesenvolvimento: A Questão das Mulheres com Deficiência no Brasil”. Em 1992, com o seu apoio, o Brasil enviou ao Canadá uma delegação de 11 mulheres para participar do Congresso Mundial de Mulheres com Deficiência organizado pela World Coalition of Women with Disabilities. O evento foi resultado da Conferência das Nações Unidas sobre Mulheres e Deficiência, da qual Rosangela participou como especialista convidada. Foi a primeira vez que mulheres com deficiência foram consideradas como um grupo específico no âmbito internacional das mulheres vulneráveis, o que gerou recomendações igualmente específicas.
No ano de 1997, Rosangela foi a organizadora do International Leadership Forum for Women with Disabilities, em Maryland, Estados Unidos, patrocinado pelo World Institute on Disability e a Rehabilitation International, que contou com mais de 600 mulheres de cerca de 80 países. O evento teve a participação de 18 mulheres com deficiência do Brasil. Juntamente com Barbara Duncan, Rosangela serviu como editora do Informe final do evento, uma publicação com 200 páginas, disponível online.

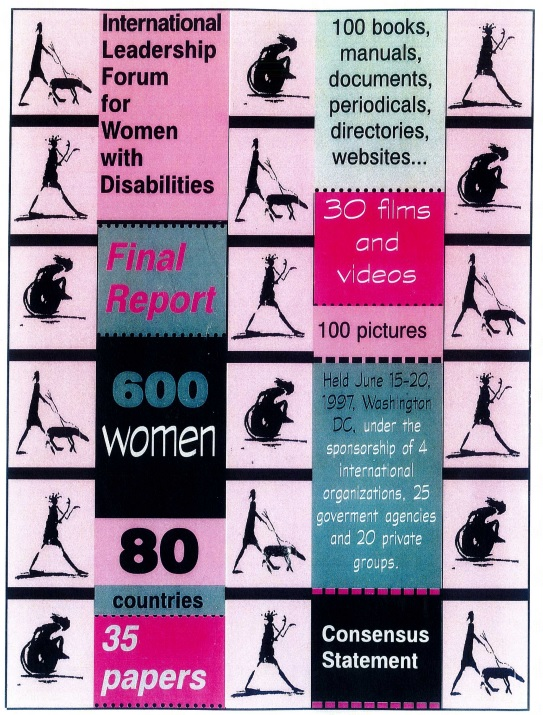
Capa do Relatório International Leadership Forum for Women With Disabilities: Final Report, publicado em 1997

#### HIV e Deficiência
Entre 2008 Banco Mundial e 2013 UNICEF, alguns trabalhos de Bieler focaram a interface entre deficiência e HIV que acabaram por contribuir para a visibilização de assuntos importantes como os direitos sexuais e reprodutivos das pessoas com deficiência, e a necessidade de disponibilizar informação e educação em formatos accessíveis e tratamento adequado para mulheres e homens com deficiência no mundo. 

#### Aportes para a Convenção Internacional sobre os Direitos das Pessoas com Deficiência[20](CDPD)
Rosangela teve uma atuação constante e estratégica durante todo o processo de articulação, desenvolvimento e aprovação da Convenção Internacional sobre os Direitos das Pessoas com Deficiência (CDPD) da Organização das Nações Unidas (ONU). A elaboração do texto da Convenção sobre os Direitos das Pessoas com Deficiência caracterizou-se pela participação do movimento social organizado em todos os países membros da ONU. Na 8ª Reunião, o presidente do Comitê destacou a presença de 800 ativistas da sociedade civil, de todas as partes do mundo. De fato, as organizações não governamentais participaram ativamente da formulação deste tratado de proteção aos direitos humanos. As lideranças da sociedade civil se organizaram no International Disability Caucus (IDC) ou Liga Internacional sobre Deficiência, uma rede de mais de 70 organizações internacionais, regionais e nacionais de pessoas com deficiência e de ONGs atuantes na área. Rosangela atuou no processo de desenvolvimento da Convenção entre 2001-2003, como representante do Instituto Inter-Americano sobre Deficiência (iiDi) do qual foi fundadora e presidente e entre 2004-2006, como representante do Banco Mundial, onde trabalhou como Especialista em Deficiência e Desenvolvimento Inclusivo, até sua adoção em dezembro de 2006.

#### Criação do Instituto Interamericano sobre Deficiência e Desenvolvimento Inclusivo (iiDi)
Com a criação, em janeiro de 1999, do Instituto Interamericano sobre Deficiência e Desenvolvimento Inclusivo (iiDi), voltado para a promoção dos direitos e da inclusão social das pessoas com deficiência nas Américas, Europa e nos países de língua portuguesa e espanhola na África e na Ásia, Bieler passou a trabalhar com o Banco Interamericano de Desenvolvimento, Banco Mundial e outras agências nacionais e internacionais interessadas em influenciar  globalmente os países para que tornassem suas políticas públicas mais inclusivas. O iiDi teve papel fundamental para o envolvimento ativo de entidades Latino-Americanas de pessoas com deficiência no desenvolvimento da CDPD. Atualmente, o iiDi continua promovendo os direitos das pessoas com deficiência e o desenvolvimento inclusivo na América Latina, contribuindo para o empoderamento e a formação de ativistas com deficiência com base na CDPD e para a criação de uma geração de jovens ativistas através da rede juvenil META.

#### Foco na infância (UNICEF)
Em 2011, Rosangela foi contratada como Assessora Sênior Global do UNICEF para a Deficiência e constituiu a primeira equipe da Organização nessa área de trabalho. Em 2013, Bieler liderou a preparação e o lançamento do primeiro informe temático da história do UNICEF sobre crianças com deficiência. O Relatório “Situação Mundial da Infância 2013: Crianças com Deficiência” marcou o ponto de inflexão nas informações produzidas sobre este tema e na forma como governos e agências internacionais abordavam as questões da deficiência, enfatizando uma abordagem baseada em direitos e nos princípios da equidade e diversidade. Ainda em 2013, Bieler liderou a mobilização e o processo de criação da Rede Global para a Infância e a Deficiência (Global Partnership on Children with Disabilities), com o objetivo de influenciar o processo de negociação dos Objetivos de Desenvolvimento Sustentável, adotados em 2015 e com duração até 2030. A estratégia foi exitosa e reforçou o ativismo global, em conjunto com a Aliança Internacional para a Deficiência (Internacional Disability Alliance), entre outros parceiros, para que sete objetivos incluíssem linguagem e indicadores específicos sobre inclusão da deficiência. 
Seu mandato no UNICEF, também se marcou pelo enfoque de idade, gênero e interseccionalidade, pelo investimento no uso de tecnologias assistivas a fim de promover a educação inclusiva de qualidade e a inclusão social de crianças, adolescentes e adultos com deficiência e da geração de dados e evidencia sobre infância e deficiência em todo o mundo. 
Contribuindo substancialmente para o surgimento de um novo paradigma global sobre infância com deficiência, a atuação de Rosangela se direcionou internamente, de forma a integrar transversalmente a temática da deficiência em todas as áreas, de programas, operações e cultura institucional do UNICEF, de forma a alcançar um impacto nos 190 países e territórios onde trabalha. Para tanto, ao fim de seu mandato como Líder Global na área da Deficiência, Rosangela guiou o desenvolvimento e a adoção da primeira Política e Estratégia do UNICEF para a Inclusão da Deficiência (DIPAS), lançada em fevereiro de 2023, que foi elaborada por sua equipe, com a participação ativa de membros do staff em todos os níveis da organização.

### Vida pessoal
Em 1976, aos 18 anos, Rosangela sofreu um acidente de carro, se tornando tetraplégica e passando a utilizar cadeira de rodas para sua mobilidade. Após graduar-se em Comunicação Social pela PUC RJ, Bieler casou-se em 1987 com o colega de turma Michael Christian Bieler, com quem teve uma filha, Mel Berman Bieler, nascida em 1986. 

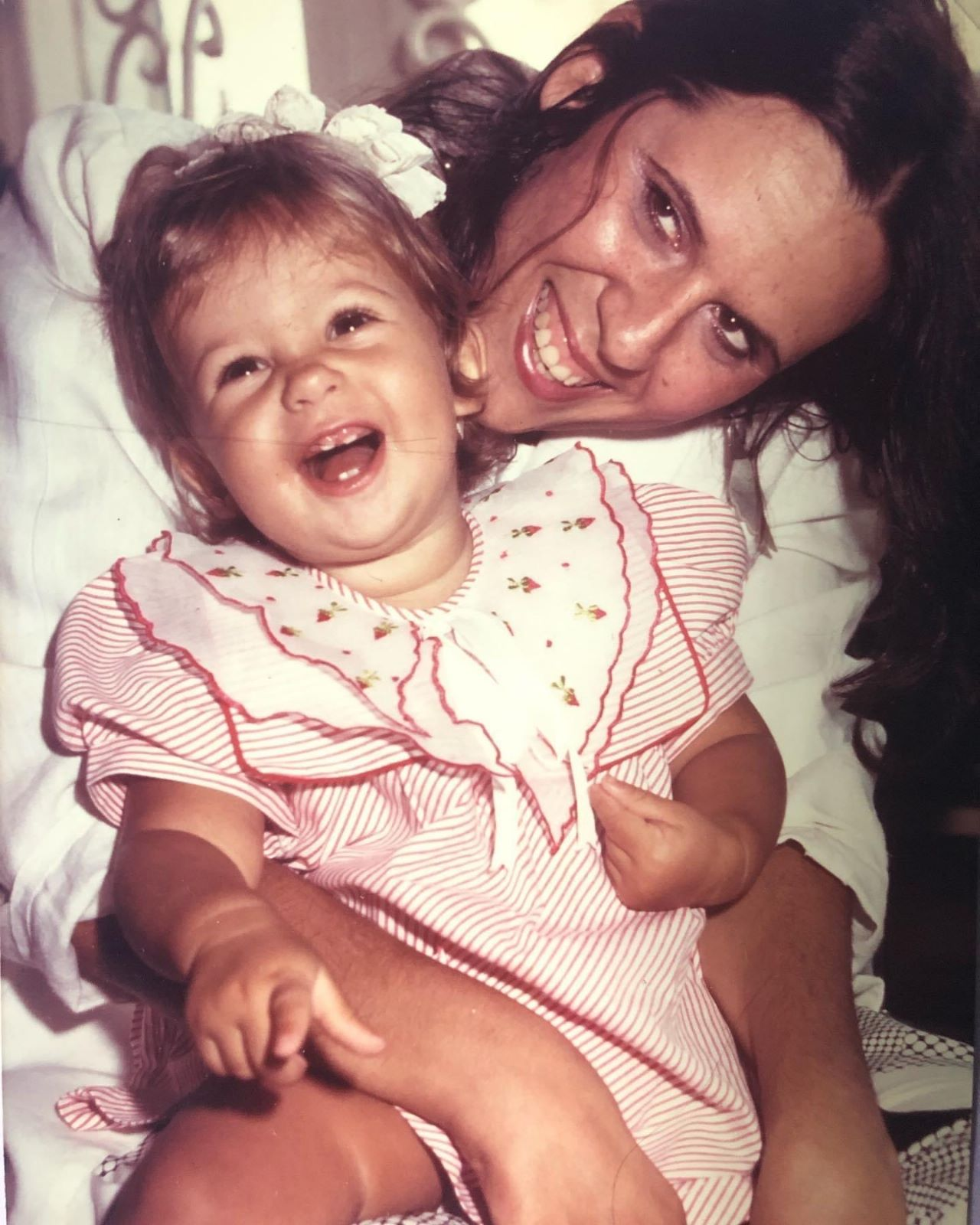
Rosangela Berman Bieler e sua filha Mel Berman Bieler em 1987

Michael faleceu em 2011 por uma embolia pulmonar, quando o casal comemorava seus 25 anos de casados e a nova contratação de Rosangela, pelo [[UNICEF] em Nova Iorque. Rosangela se aposentou do [[UNICEF] em 31 de outubro de 2022, ao completar 65 anos de idade e, e, atualmente, é consultora em Deficiência e Desenvolvimento Inclusivo, Inovações e Comunicação para Mudança de Comportamento Social (Social Behavior Change), com foco em infância e adolescência, gênero e outras interseccionalidades. Mel vive em Alexandria, Virginia, nas cercanias de Washington, DC nos Estados Unidos e Rosangela reside na Flórida, Estados Unidos, de onde continua trabalhando pela diversidade, equidade e inclusão social sustentável, com o enfoque de direitos humanos e desenvolvimento inclusivo.

## Lideranças e filiações
- 2011 - 2022: Fundo das Nações Unidas para a Infância (UNICEF), Assessora Sênior Global em Infância e Deficiência e Chefe da Área de Deficiência.
- 2004 - 2010: Banco Interamericano de Desenvolvimento (BID), Consultora.
- 1989 - atualmente: Ashoka Empreendedores Sociais, Empreendedora Social[23].
- Década de 1980 - Década de 1990: Disabled People's International (DPI), Representante do Brasil.
- Década de 1980 - Década de 1990: Rehabilitation International (RI), Vice-Presidente para América Latina.
- 2001: Instituto Interamericano sobre Deficiência e Desenvolvimento Inclusivo (iiDi), Fundadora e Diretora.
- 1988: Centro de Vida Independente do Rio de Janeiro (CVI-Rio), Fundadora e Presidente.

## Prêmios e reconhecimento
- 2007: Prêmio Direitos Humanos do International Service na categoria Defesa dos Direitos Humanos das Pessoas com Deficiência.
- 2009: Prêmio Direitos Humanos na categoria Garantia dos Direitos das Pessoas com Deficiência. Essa é a principal outorga do Governo Brasileiro na área dos Direitos Humanos, tendo sido criado por Decreto Presidencial em 1995.